# Бледски споразуми Тито — Димитров
Бледски споразуми Тито — Димитров је назив за више билатералних споразума између ФНРЈ и НР Бугарске прихваћених на Бледу 1947. године. Ти споразуми означавали су обостране тежње и настојања да се контитуишу и развијају нови односи између две земље. Јосип Броз Тито и Георги Димитров желели су да некадашње „буре барута“ - Балкан претворе у зону мира и друштвеног прогреса. То је био пример у току „Хладног рата“ како је могућа мирољубива коегзистенција и присна сарадња између држава и народа који су у прошлости, па и у последњем ратном сукобу били у непријатељству.
Државно партијске делегације после преговора на Бледу од 30. јула до 1. августа 1947. године сагласиле су се о мерама које ће влада НР Бугарске преузети да се обезбеде права Македонаца у Пиринској Македонији (данас Благоевградска област) за њихов слободан национални, економски и културни развитак и уопште односи Бугарске према НР Македонији.
На Бледу је прихваћен и текст Уговора о пријарељству, сарадњи и узајамној помоћи између ФНРЈ и НР Бугарске, који је потписан и објављен у Евксинограду, те неколико Споразума: Споразум опривредној сарадњи, Споразум о царинским олакшицама и припремама за царинску унију, Споразум о двовласничким имањима на југословенско-бугарској граници, о олакшавању прелаза границе, о прелажењу границе пограничног становништава и о држављанству између две земље.
У току преговора влада ФНРЈ је у протоколу конференције на Бледу, изјвила да се одриче 25 милиона долара, на име ратне штете, колико је по уговору о миру требало НР Бугарска да плати ФНРЈ. Кад је Информбиро заоштрио кампању против ФНРЈ, КПЈ и југословенског руководства, влада НР Бугарске једнострано је 1. октобра 1949. отказала Уговор о пријатељству, сарадњи и узајамној помоћи и све бледске споразуме, осим одлуке о праштању ратне штете.